# Rolf Krebs (Theologe)

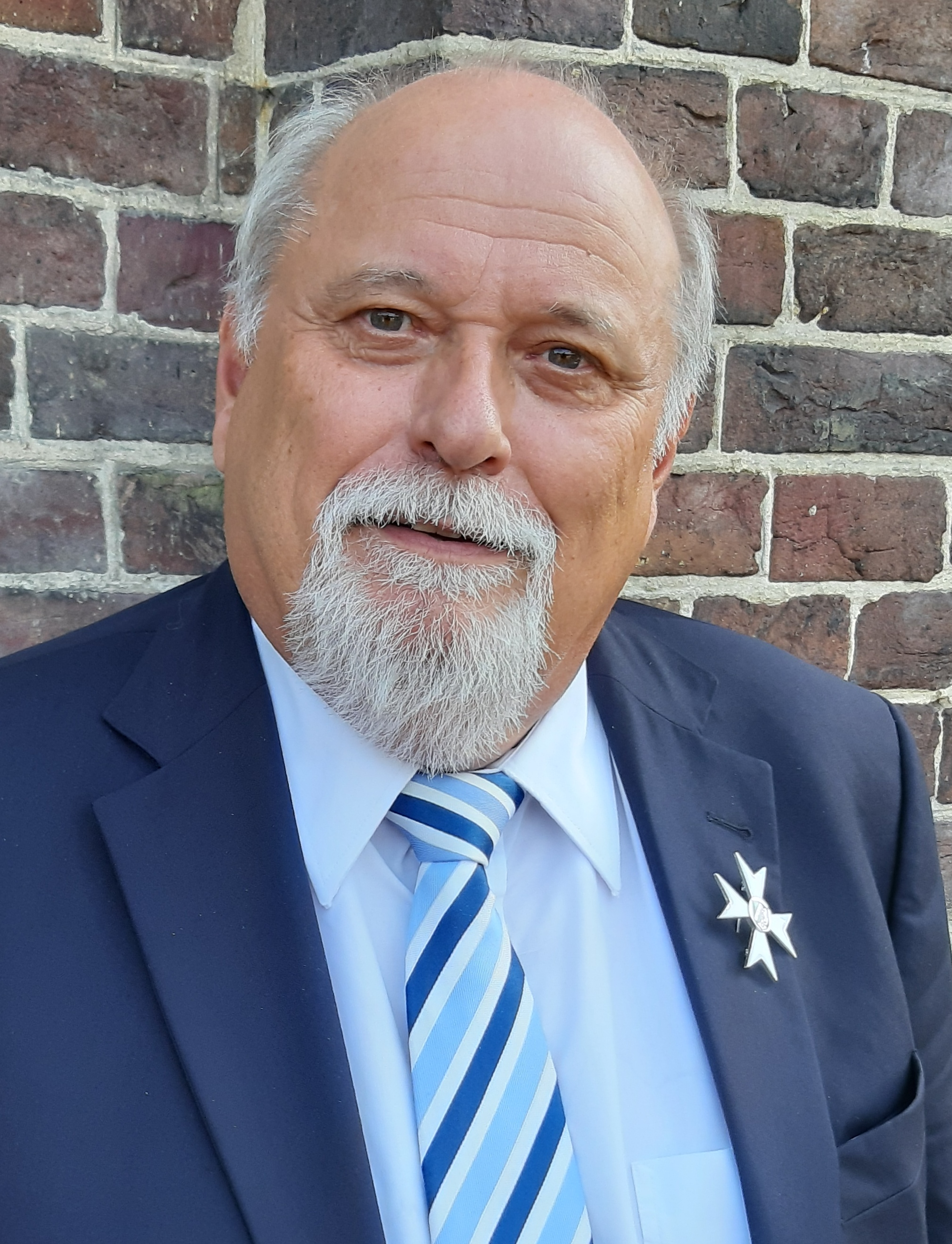
Rolf Krebs (2019) mit dem Verdienstorden des Landes Nordrhein-Westfalen

Rolf Krebs (* 29. Januar 1949 in Duisburg-Meiderich)  ist ein deutscher evangelischer Theologe. 

## Karriere
Rolf Krebs studierte in Wuppertal und Münster evangelische Theologie, war ab 1976 Pfarrer in Gronau (Westf.) und ab 1996 Superintendent des Kirchenkreises Steinfurt-Coesfeld-Borken. Von 2004 bis zu seinem Ruhestand 2013 leitete er als Beauftragter der Evangelischen Kirchen (EKiR, EKvW und Lippische Landeskirche) das Evangelische Büro Nordrhein-Westfalen in Düsseldorf. Als Mitbegründer des Rotary Clubs Gronau hat er geholfen, viele soziale Projekte umzusetzen.

## Auszeichnungen
- 2019 erhielt Krebs den Verdienstorden des Landes Nordrhein-Westfalen.[2]